# Przędziorkowate
Przędziorkowate (Tetranychidae) – rodzina roztoczy obejmująca 1305 gatunków. Roztocze z tej rodziny pasożytują na 3808 gatunkach roślin.

## Wybrane gatunki
- Tetranychus urticae – przędziorek chmielowiec
- Panonychus ulmi – przędziorek owocowiec
- Bryobia rubrioculus – rubinowiec owocowiec
- Tetranychus cinnabarinus – przędziorek szklarniowiec
- Tetranychus viennensis – przędziorek głogowiec
- Bryobia ribis – rubinowiec agrestowy